# Буранс, Интс
Интс Бу́ранс (латыш. Ints Burāns; 2 мая 1941 — 10 июня 2008) — советский и латвийский актёр и режиссёр. Заслуженный артист Латвийской ССР (1979).

## Биография
Интс Буранс родился 2 мая 1941 года в Риге в семье служащих. Сестра — искусствовед Ингрида Буране.
Окончил 1-ю Рижскую среднюю школу (1959) и театральный факультет Латвийской государственной консерватории им. Я. Витола (1963).
После окончания учёбы — актёр Драматического театра им. А. Упита (Национального театра). Принимал участие в записях спектаклей и драматических инсценировок на Латвийском радио, готовил самостоятельные театрализованные программы по произведениям Назыма Хикмета, Иманта Зиедониса и Ричарда Баха.
Снимался в кино на разных киностудиях Советского Союза. Дебютировал на Рижской киностудии в роли Казиса в фильме режиссёра Алоиза Бренча «До осени далеко» (1964).
Умер 10 июня 2008 года.

## Признание и награды
- 1979 — Заслуженный артист Латвийской ССР

## Творчество

### Роли в театре

#### Драматический театр им. А. Упита (Национальный театр)
- 1963 — «Маленькие трагедии» А. С. Пушкина — Лепорелло
- 1967 — «Йыннь с острова Кихну — дикий капитан» Юхана Смуула — Лаури
- 1969 — «Дядя Ваня» А. П. Чехова — Астров
- 1969 — «Лето в Ноане» Ярослава Ивашкевича — Фридерик Шопен
- 1970 — «Генрих IV» Уильяма Шекспира — Хотспер
- 1971 — «Санта Крус» Макса Фриша — Горожанин
- 1973 — «Лоренцаччо» Альфреда де Мюссе — Филиппо Строци
- 1975 — «Разбойники» Фридриха Шиллера — Шпигельберг
- 1977 — «На грани веков» Андрея Упита — Курт фон Бриммер
- 1979 — «Лев зимой» Джеймса Голдмена — Генри
- 1982 — «В огне» Рудольфа Блауманиса — Фришвагарис
- 1984 — «Ромео и Джульетта» Шекспира — Лоренцо
- 1984 — «Метеор» Петериса Петерсона — Доктор
- 1985 — «Огонь и ночь» Яниса Райниса — Чёрный рыцарь
- 1988 — «Строитель Сольнес» Генрика Ибсена — Халвар Сольнес
- 1989 — «Кронис» Лелде Стумбре — Салменс
- 1991 — «Геда Габлер» Генрика Ибсена — Левборг
- 1994 — «Преступление и наказание» по роману Ф. М. Достоевского — Порфирий Петрович
- 1996 — «Земля зелёная» Андрея Упита — Осис
- 1997 — «Гамлет» Уильяма Шекспира — Полоний
- 1997 — «Мать Иоанна от Ангелов» Ярослава Ивашкевича — Цадик
- 1997 — «Сын рыбака» по роману Вилиса Лациса — Клява
- 1998 — «Рига» Аугуста Деглава — Кубе

### Режиссёрские работы

#### Театр драмы им. А. Упита (Национальный театр)
- 1990 — «Ромул Великий» Фридриха Дюрренматта

#### Лиепайский театр
- 1992 — «Сиреневое платье Валентины» Франсуазы Саган
- 1993 — «Голоса птиц» Яхима Топола

#### Латвийское радио
- 1975 — «Робежниеки» Андрея Упита
- 1977 — «Позови меня в даль светлую» Василия Шукшина
- 1979 — «Немного солнца в холодной воде» Франсуазы Саган
- 1981 — «Полковник Шабер» Оноре де Бальзака
- 1989 — «Улисс» Джеймса Джойса

### Фильмография
- 1964 — До осени далеко — Казис
- 1969 — Сотвори бой — Николай
- 1972 — Последний форт — Курт
- 1973 — Шах королеве бриллиантов — Альфред Иннус
- 1974 — Ответная мера — Рихард
- 1975 — Стрелы Робин Гуда — сэр Ральф
- 1976 — Фаворит — Дэвидсон
- 1976 — Под страхом меча — барон
- 1977 — Подарки по телефону — Круглов
- 1978 — Ралли — полицейский эксперт
- 1981 — На грани веков — Холгрен
- 1982 — Кража — сенатор
- 1983 — Мираж — Блэк
- 1985 — Не имеющий чина — Ян Кириллович
- 1986 — Охота на дракона — доктор Иглесиас
- 1987 — Уполномочен революцией — Цируль
- 1987 — На исходе ночи
- 1988 — Прошедшее вернуть…
- 1992 — Далеко от Санкт-Петербурга
- 2003 — Последний советский фильм